# Stefania Berton
Stefania Berton (* 19. Juli 1990 in Asiago, Venetien) ist eine ehemalige italienische Eiskunstläuferin, die bis 2014 mit Ondřej Hotárek im Paarlauf startete.
Bis 2009 war Stefania Berton als Einzelläuferin aktiv. Zuvor war sie in der Jugend-Klasse mit Marco Fabbri bereits als Eistänzerin gestartet.
Berton/Hotárek sind vierfache Italienische Meister. In der ISU-Grand-Prix-Serie 2012/2013 holten sie bei beiden Starts eine Bronzemedaille und verpassten nur knapp die Qualifikation für das Finale. Bei der Europameisterschaft 2013 in Zagreb holten sie ebenfalls Bronze und gewannen somit ihre erste Medaille bei einer internationalen Meisterschaft. Es war zugleich die erste Medaille für ein italienisches Sportpaar bei einer ISU-Meisterschaft. Bei der Weltmeisterschaft konnten sie diese gute Leistung nicht ganz bestätigen und belegten Platz 10.
In die Saison 2013/2014 startete das Paar mit einem eher enttäuschenden fünften Platz bei Skate America. Eine Woche später gelang ihnen jedoch bei Skate Canada ihr erster Sieg bei einem Grand-Prix-Wettbewerb. Die Qualifikation für das Finale verpassten sie erneut knapp. Bei der Europameisterschaft belegten sie den vierten Platz. Nach den Olympischen Winterspielen 2014, bei denen sie den 11. Platz belegten, trennte sich das Paar.

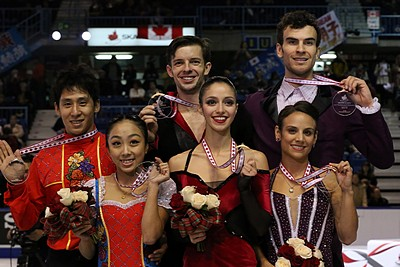
Stefania Berton (Skate Canada 2013)

## Ergebnisse (Auswahl)
falls nicht anderes angegeben: Paarlauf mit Ondřej Hotárek 
| Wettbewerb / Saison          | 2006/07 | 2007/08 | 2008/09 | 2009/10 | 2010/11 | 2011/12 | 2012/13 | 2013/14 |
| ---------------------------- | ------- | ------- | ------- | ------- | ------- | ------- | ------- | ------- |
| Olympische Winterspiele      |         |         |         |         |         |         |         | 11.     |
| Weltmeisterschaften          |         |         |         | 11.     | 10.     | 11.     | 10.     | 9.      |
| Europameisterschaften        |         | 13.*    | 16.*    |         | 5.      | 4.      | 3.      | 4.      |
| Junioren-Weltmeisterschaften | 10.*    | 13.*    |         |         |         |         |         |         |
| Italienische Meisterschaften | 2.*     | 2.*     | 3.*     | 2.      | 1.      | 1.      | 1.      | 1.      |
| Skate America                |         |         |         |         |         |         |         | 5.      |
| Skate Canada                 |         |         |         |         |         |         | 3.      | 1.      |
| Trophée Eric Bompard         |         |         |         |         |         |         | 3.      |         |
| Cup of Russia                |         |         |         |         | 6.      | 3.      |         |         |
| NHK Trophy                   |         |         |         |         |         | 4.      |         |         |

-* als Einzelläuferin